# Ni Hao Kai Lan
Ni Hao Kai Lan är en tecknad animerad barnserie som sändes i Nick Jr.

## Handling
Kai Lans värld genomsyras av kinesisk kultur och är proppfylld av magiska sevärdheter och ljud. På vägen pratar både hon och hennes tvåspråkiga vänner på både svenska och kinesiska.

## Karaktärer
- Kai Lan – Kai Lan är snart 6 år, är ett glatt förskolebarn med kinesiskt ursprung. Hon vill att tittarna kommer och leker med henne och hennes bästa vänner.
- Rintoo – Rintoo är en tiger som älskar allt vad han säger. Han hänger med Kai Lan och vännerna på massa äventyr.
- Tolee – Tolee är en koala som bor i ett båthus med hängande bambu. Han har sitt gosedjur Pandy.
- Hoho – Hoho är en liten bebisapa. Han älskar att krama folk och han äter bananer.
- Lulu – Lulu är en rosa norshörning som flyger med sin flytande ballong. Hon brukar hänga med Kai Lan när de leker tillsammans.
- Yeye – Yeye är Kai Lans farfar. Han får alltid kärlek och omtanke. Han brukar vattna sin trädgård eller fråga Kai Lan vad hon har lärt sig.